# Coquandita
La coquandita és un mineral de la classe dels sulfats. Cristal·litza en el sistema triclínic i la seva fórmula és: Sb6+xO8+x(SO₄)(OH)x(H₂O)1- x (on x = 0.3). Va ser descobert l'any 1991 a la seva localitat tipus: mina Cetine, a 20 quilòmetres al sud-oest de Siena; i a la mina Pereta, Scansano, Toscana, Itàlia. Va ser anomenada així per Henri-Jean-Baptiste Coquand (1813-1881), professor de geologia i mineralogia a la Universitat de Marsella, França. Es forma probablement com a mineral d'alteració de l'estibina per l'acció de H₂SO₄ en vetes d'estibina en calcàries.
Segons la classificació de Nickel-Strunz, la coquandita pertany a «07.DE: Sulfats (selenats, etc.) amb anions addicionals, amb H₂O, amb cations de mida mitjana només; sense classificar» juntament amb els següents minerals: mangazeïta, carbonatocianotriquita, cianotriquita, schwertmannita, tlalocita, utahita, osakaïta, wilcoxita, stanleyita, mcalpineïta, hidrobasaluminita, volaschioita, zaherita, lautenthalita i camerolaïta.